# Finca les Torres del Comte de Montseny
La Finca les Torres del Comte de Montseny, o Finca Milà i Camps, és un conjunt d'edificacions en una àmplia finca privada situada en el barri Centre d'Esplugues de Llobregat (Baix Llobregat). A partir de la casa central del segle xix, s'hi van anar afegint altres edificacions per les necessitats de la família Milà i Camps, distingits amb el títol de Comte de Montseny. El conjunt està protegit com a bé cultural d'interès local.

## Descripció
El conjunt residencial està format per la Casa Central, anomenada les Tres Torres, una capella, el Teatret Massana, una porteria i tres cases unifamiliars: de Rumeu-Milà, de Luis Maria Milà i d'Asunción Milà.
La casa de les Tres Torres és una casa residencial de planta rectangular formada per tres cossos individualitzats, originàriament units per dos patis, els quals resten interioritzats. El conjunt de la coberta està rematat per un ràfec de fusta treballada amb filigranes, semblant al d'altres vil·les espluguenques. Fent-hi conjunt hi ha els ràfecs de les portes de la planta baixa a la façana principal. Les portes i les finestres tenen marc de maó.
Al costat dret de l'edifici, separada de la casa, s'alça una petita capella familiar. En l'angle entre la capella i la dependència annexa amb funcions de sagristia, hi sobresurt un campanar d'espadanya. A la façana hi ha una làpida amb una inscripció que fa al·lusió als valors morals i patriòtics.
El conjunt dels tres habitatges unifamiliars van ser construïts entorn dels anys seixanta sota la influència del corrent arquitectònic holandès De Stijl, amb màxima reducció dels elements integrants i ordenació funcional de l'espai habitat. Un dels cossos és de planta baixa i pis, amb coberta plana i pati interior d'il·luminació. El material és de maó vist i color blanc a les portes, finestrons i baranes. Els cossos restants són molt semblants a l'anterior, s'hi diferencien per posseir una i dues plantes respectivament i coberta a dues vessants. Material de maó vist i color verd a portes, finestrons i baranes. Són obres de referència del racionalisme arquitectònic català de l'escola representada per Federico Correa i Ruiz i Alfons Milà i Sagnier, de la dècada de 1958 a 1968.

## Història
La construcció d'aquesta finca fou encarregada, cap al 1875, a l'arquitecte August Font i Carreras per Madrona Pujol i Baucis, germana del fundador de la Fàbrica Pujol i Bausis. El projecte consistia en la construcció de tres cases per a les tres filles. Una d'elles, Carme Camps Pujol, estava casada amb Josep Maria Milà i Pi (1853-1922) que seria alcalde de Barcelona. El fill d'aquests, Josep Maria Milà i Camps (1887-1955), va tenir nou fills més que van viure a la finca i l'augment de la família va comportar l'ampliació de tres cases més en la dècada del 1960, amb la participació d'Alfons Milà i Sagnier (1924-2009), un dels fills arquitecte. Altres components d'aquesta última generació són José Luis Milà Sagnier (1918-2012), Leopoldo Milà i Sagnier (1921-2006), Lluís Maria Milà i Sagnier (1928) i Miquel Milà i Sagnier (1931). L'edifici a l'entrada de la finca, que porta la inscripció "Teatro Massana", era l'espai de jocs on també s'hi feien representacions teatrals.
L'any 1926, Alfons XIII va concedir el títol de Comte de Montseny a Josep Maria Milà i Camps, addicte a la monarquia i a la Dictadura de Primo de Rivera. Durant la Guerra Civil Espanyola tota la família va viure exiliada a França i durant el franquisme van tornar a la finca d'Esplugues.
El 1948 l'arquitecte Isidre Puig i Boada va reformar les cases d'August Font. També va ampliar la capella que havia estat profanada durant la guerra, afegint la làpida amb al·lusions als valors morals i patriòtics. A l'interior s'hi va posar una pedra incrustada amb la figura de Sant Jaume procedent de Can Casanoves que aleshores s'estava reformant per traslladar el Monestir de Montsió.
La porteria, al costat del portal del barri, i la tanca de la finca van ser projectats el 1957 per l'arquitecte Manuel Baldrich Tibauper. Actualment és utilitzada com a habitatge de la família Milà.
El 1958 es va construir la casa de Rumeu-Milà, el 1965 la de Lluís Maria Milà i el 1967 la d'Asunción Milà Sagnier.